# 袋田村
袋田村（ふくろだむら）は茨城県久慈郡にかつて存在した村である。

## 地理
- 現在の大子町の中部に位置する。
- 村の中央には久慈川が流れている。
- 八溝山地・阿武隈高地に位置し、村域は山がちな地形になっている。
- 村内には袋田の滝がある。

## 歴史

### 村域の変遷
- 1889年（明治22年）4月1日 - 町村制施行により、袋田村・下津原村・久野瀬村・南田気村・北田気村・池田村が合併し久慈郡袋田村が発足。
- 1955年（昭和30年）3月31日 - 袋田村は大子町・依上村・宮川村・佐原村・黒沢村・生瀬村・上小川村と下小川村の一部（西金・盛金の一部）とともに合併し大子町が発足。袋田村は消滅。

変遷表
| 1868年 以前 | 1868年 以前 | 明治22年 4月1日 | 昭和30年 3月31日 | 現在   |
| ----------- | ----------- | --------------- | ---------------- | ------ |
|             | 袋田村      | 袋田村          | 大子町           | 大子町 |
|             | 下津原村    | 袋田村          | 大子町           | 大子町 |
|             | 久野瀬村    | 袋田村          | 大子町           | 大子町 |
|             | 南田気村    | 袋田村          | 大子町           | 大子町 |
|             | 北田気村    | 袋田村          | 大子町           | 大子町 |
|             | 池田村      | 袋田村          | 大子町           | 大子町 |

## 大字
- 袋田（ふくろだ）
- 下津原（しもつはら）
- 久野瀬（くのせ）
- 南田気（みなみたげ）
- 北田気（きたたげ）
- 池田（いけだ）

## 人口・世帯

### 人口
総数 [単位： 人]
| 1891年（明治24年） | 2,378 |
| 1920年（大正 9年） | 3,057 |
| 1935年（昭和10年） | 3,441 |
| 1950年（昭和25年） | 4,703 |

### 世帯
総数 [単位： 世帯]
| 1920年（大正 9年） | 615 |
| 1935年（昭和10年） | 608 |
| 1950年（昭和25年） | 885 |

## 交通

### 鉄道
- 日本国有鉄道（ → 東日本旅客鉄道）
  - ■水郡線
    - 袋田駅

### 道路
- 二級国道
  - 国道118号

## 出身著名人
- 藤田正義（台中市長）